# Bruno Pereira (advogado e político)
Bruno Filipe Monteiro Pereira é advogado e político. Atualmente, exerce o cargo de vereador sem pelouro na Câmara Municipal de Matosinhos. É conhecido pelo seu envolvimento na política local, pelo compromisso com a sustentabilidade e por defender a inovação na gestão pública. Integra os quadros do Partido Social Democrata (PSD).

## Biografia
Bruno Filipe Monteiro Pereira nasceu em 1984, em Matosinhos, Portugal. Casado e pai de dois filhos, a sua ligação à comunidade local e a paixão pelo serviço público definem o seu percurso profissional e político. Desde cedo, demonstrou interesse pela gestão e pela promoção de políticas de desenvolvimento sustentável no concelho.

## Formação Académica e Profissional
Bruno Pereira é licenciado em Direito e possui uma formação complementar em áreas de gestão e administração pública:
- MBA em Gestão de Pequenas e Médias Empresas (PME).
- Pós-graduação em Direito das Autarquias Locais.
- Curso de Direito Marítimo e Portuário.
- Erasmus na Universidade de Salamanca, Espanha

Esta base académica tem sido fundamental para enfrentar os desafios da governação autárquica e da gestão local.
É um advogado experiente com sólida formação académica e com conhecimento em direito civil e empresarial. Demonstra habilidade em resolução de conflitos e representação em processos judiciais e administrativos e ainda com experiência em negociações estratégicas e comunicação eficaz com os stakeholders e sociedade civil. Possui experiência em negócios internacionais, projetos, e fluência em diversos idiomas aliada à habilidade em negociação e desenvolvimento de parcerias estratégicas.

## Carreira Política

### Câmara Municipal de Matosinhos
Bruno Pereira iniciou a sua carreira política em Matosinhos, ocupando diferentes cargos ao longo dos anos. Desde 2017, exerce funções como vereador sem pelouro na Câmara Municipal de Matosinhos, destacando-se pelo seu trabalho junto à comunidade e pela defesa de políticas públicas alinhadas com os interesses locais.
Participou ativamente em debates e propostas sobre questões como mobilidade urbana e eficiência na gestão financeira municipal.

### Liderança no PSD de Matosinhos
Entre 2017 e 2024, Bruno Pereira foi presidente do PSD de Matosinhos, liderando o partido em várias campanhas locais, regionais e nacionais. Durante este período, destacou-se pela oposição às políticas financeiras da autarquia, criticando despesas consideradas excessivas.
Em 2021, foi candidato do PSD à presidência da Câmara Municipal de Matosinhos.

### Candidatura à Presidência da Câmara Municipal de Matosinhos
Em 2024, Bruno Pereira foi confirmado pelo PSD de Matosinhos como candidato à presidência da Câmara Municipal de Matosinhos para as eleições autárquicas de 2025. A decisão foi anunciada pelo PSD de Matosinhos, que destacou a união das estruturas locais do partido, incluindo a JSD e os TSD, em torno da candidatura.
Bruno Pereira apresenta um programa estratégico que abrange áreas prioritárias como Ambiente, Cultura, Desenvolvimento Social, Empresas, Educação, Habitação, Mobilidade, Segurança e Proteção Civil. A candidatura é vista como uma oportunidade para projetar Matosinhos como um município mais transparente, atrativo para investimentos, gerador de emprego e com melhor qualidade de vida para os seus habitantes.

## Compromisso com a Sustentabilidade e Inovação
Bruno Pereira tem uma visão política centrada na sustentabilidade e na inovação. As suas prioridades incluem:
- A implementação de políticas públicas sustentáveis.
- O incentivo à eficiência energética e à redução da pegada ecológica em Matosinhos.
- A promoção de iniciativas de desenvolvimento económico que conciliem progresso e conservação ambiental.

Defendeu publicamente o reforço das práticas de sustentabilidade em Matosinhos como eixo estratégico para o futuro da cidade.

## Envolvimento Comunitário e Associativo
Para além da política, Bruno Pereira foi praticante federado de andebol tem um envolvimento ativo na comunidade local, participando em associações cívicas e educacionais. É membro de várias entidades associativas, tendo contribuído para projetos que promovem a solidariedade e a inclusão social.
Este envolvimento reflete o seu compromisso com a criação de uma sociedade mais coesa e participativa.

## Posições e Iniciativas
Bruno Pereira tem assumido posições sobre diversas questões locais, como:
- Trânsito urbano: Recomendou a elaboração de um plano para resolver o trânsito caótico em Matosinhos.[1]
- Gestão financeira: Criticou gastos elevados em terrenos e viagens pela autarquia.[2][3]

## Curiosidades
A sua música favorita é "Paint It Black" dos Rolling Stones e tem como Livro preferido "O Grande Gatsby" (Great Gatsby) de F. Scott Fitzgerald. A sua referência gastronómica preferida é a Sopa de Cação.

## Ligações Externas
- [Perfil oficial na Câmara Municipal de Matosinhos](https://www.cm-matosinhos.pt/municipio/executivo-municipal)
- [Notícia sobre trânsito caótico em Matosinhos no Público](https://www.publico.pt/2024/11/14/local/noticia/vereador-matosinhos-defende-elaboracao-plano-transito-caotico-2111913)
- [Rádio Matosinhos Online – Candidatura às autárquicas 2021](https://radiomatosinhosonline.pt/chama-se-bruno-pereira-e-lidera-a-equipa-que-sob-a-bandeira-do-psd-concorre-as-autarquicas-2021-e-ja-amanha-segunda-feira-19-de-julho-a-partir-das-21-horas/)
- [Canal de Youtube - Candidatura às autárquicas 2025] (https://www.youtube.com/@Matosinhos2025)